# Zlatko Komadina
Zlatko Komadina (Ljubljana, 24. listopada 1958.) je hrvatski političar. Bivši je primorsko-goranski župan.

## Životopis
Zlatko Komadina rođen je 24. listopada 1958. godine u Ljubljani, a odrastao je i školovao se u Rijeci. Živi u Opatiji sa suprugom Brankom, kćerkom Sanjom i sinom Lukom.
Godine 1982. diplomirao je na Tehničkom fakultetu Sveučilišta u Rijeci, a 1990. godine položio je državni stručni ispit za poslove u izgradnji objekata. Godinu dana kasnije položio je i stručni ispit za vršenje poslova vanjsko-trgovinskog prometa. Nakon diplome zapošljava se u brodogradilištu "3. maj" kao inženjer specijalist u izradi i montaži cijevne brodske opreme, a potom u tvrtki "Instalater" d.d. na raznim rukovodećim dužnostima. Osnivač je i direktor vlastite tvrtke za inženjering i konzalting u graditeljstvu. Bio je i direktor KD-a "Energo" od 1998. do 2000. godine.
Zlatko Komadina član je SDP-a od 1990. godine. Od 1990. do 1992. odbornik je Društveno-političkog vijeća u Općini Rijeka, a od 1993. do 1997. vijećnik u Gradskom vijeću Rijeke. U isto vrijeme bio je i na dužnosti predsjednika Nadzornog odbora KD Čistoća. Od 1997. godine bio je vijećnik u Županijskoj skupštini Primorsko-goranske županije, zastupnik u Županijskom domu Hrvatskog sabora i član Odbora za gospodarstvo i financije, kao i član Odbora za unutrašnju politiku i lokalnu samoupravu. Od 1998. do 2001. predsjednik je Povjerenstva za razvoj lokalne samouprave.
Od 2001. godine četiri puta biran je za župana Primorsko-goranske županije. Osnivač je i prvi predsjednik Hrvatske zajednice županija 2004. godine. Nakon Parlamentarnih izbora 2011. godine obnašao je funkciju ministra pomorstva, prometa i infrastrukture. U travnju 2012. godine do lokalnih izbora 2013. godine, bio je zastupnik u Hrvatskom saboru. 
Od 1997. do 2001. bio je potpredsjednik Glavnog odbora SDP-a Hrvatske, a od 2000. godine do danas predsjednik SDP-a Primorsko-goranske županije. 2004. godine izabran je za potpredsjednika SDP-a Hrvatske. Član je Hrvatske komore inženjera i arhitekata u graditeljstvu. Bio je član Uprave i potpredsjednik Košarkaškog kluba "Kvarner osiguranje" te dugogodišnji član prve ekipe Košarkaškog kluba "Kantrida". I danas u slobodno vrijeme igra košarku, a bavi se i ribolovom.
Kao primorsko-goranski župan, pokretač je i sudionik niza projekata u gospodarstvu, zdravstvu i socijali, obrazovanju itd. Zbog velikog doprinosa i pružene pomoći Gradu Čabru i njegovim stanovnicima tijekom elementarne nepogode koja je u veljači 2014. godine snažno pogodila to područje, Zlatko Komadina primio je Plaketu počasnog građanina grada Čabra.
Talijanski predsjednik Carlo Azeglio Ciampi odlikovao ga je Redom zvijezde solidarnosti i počasnom titulom Commendatore.

## Vanjske poveznice
- Službena stranica Primorsko-goranske županije
- Službene novine Primorsko-goranske županije
- Podaci o odlikovanju Zlatka Komadine